# Henri Nestlé
Henri Nestlé (Frankfurt, 10 de agosto de 1814 – Glion, 7 de julho de 1890) foi o fundador da Nestlé S.A. com sede em Vevey na Suíça. A Nestlé é uma das maiores empresas que fabricam alimentos, bebidas e chocolates do mundo na atualidade. Foi ele quem criou a Farinha Láctea Nestlé. Na Suíça, as crianças da época estavam tendo sérios problemas de desnutrição, sendo que algumas delas chegaram até a perder a vida e Henri Nestlé, que era farmacêutico, resolveu desenvolver um alimento que contivesse todos os nutrientes necessários para as crianças.

## Biografia

### Nascimento
Heinrich Nestlé nasceu em 10 de agosto de 1814, em Frankfurt, na Alemanha. Foi o décimo primeiro dos quatorze filhos de Johann Ulrich Matthias Nestle e de Anna-Maria Catharina Ehemann. Heinrich Nestlé, por tradição, herdou o negócio do seu pai, Johann Ulrich Nestlé e tornou-se um vidraceiro em Töngesgasse.

### Família
A origem da família de Nestlé é o sul da Alemanha. No dialeto da Suábia "Nestle" é o dimuitivo de ninho. O nome Nestle também tem diferentes variações do mesmo, que incluem: Nästlin, Nästlen, Nestlin, Nestlen e Niestlé.
A árvore genealógica dos Nestlé começou com três irmãos de Mindersbach chamado Hans Heinrich e Samuel Nestlin. O pai dos três filhos, nasceu por volta de 1495. Hans, o mais velho, nasceu em 1520 e teve um filho com o mesmo nome, que mais tarde tornou-se prefeito de Nagold. O seu filho Ulrich era barbeiro e o seu quinto filho foi o primeiro vidraceiro na família. Por mais de cinco gerações esta profissão foi passada de pai para filho. Além disso, os Nestlé formaram um conjunto de prefeitos de cidades de Dornstetten, Freudenstadt, Nagold e Sulz am Neckar.

### Mudança de nome
Antes de completar 20 anos em 1836, ele havia terminado quatro anos de aprendizado com JE Stein, um proprietário de uma farmácia. No final de 1839, ele foi oficialmente autorizado a realizar experiências químicas, aviar receitas, e vender medicamentos. Durante esse tempo, ele mudou o seu nome para Henri Nestlé (de grafia francesa) por razões políticas, a fim de adaptar-se melhor às novas condições sociais em Vevey, na Suíça.

### Início de carreira
Em 1843, Henri Nestlé comprou uma das indústrias mais versáteis e progressistas da região na época, especializada na produção de colza. Ele também se envolveu na produção de óleos de nozes (usado para abastecer lâmpadas de óleo), licores, cachaça, absinto e vinagre. Também começou a fabricação e venda de água mineral gaseificada e limonada. Em 1857 ele começou a se concentrar na iluminação a gás e fertilizantes.

### Casamento
Henri Nestlé e Anna Clémentine Thérèse Ehemant casaram em 23 de maio de 1860.

## Carreira na Nestlé S.A.
É impossível dizer quando Henri Nestlé começou a trabalhar no projeto da fórmula infantil. O seu interesse é conhecido por ter sido estimulado por vários fatores:
- A alta taxa de mortalidade infantil em sua família. Metade das 14 crianças faleceu antes de atingirem a idade adulta;
- A sua experiência como assistente de um farmacêutico;
- A sua esposa que sabia tudo sobre a mortalidade infantil e era filha de um médico.

Henri Nestlé combinou leite de vaca com a farinha de trigo e açúcar para produzir um substituto do leite materno para as crianças que não podiam aceitar o leite das suas mães. Além disso, Henri Nestlé e Jean Balthasar Schnetzler, o seu amigo e cientista em nutrição humana, retirou o ácido e o amido na farinha de trigo, porque eles são de difícil digestão para os bebês. O produto podia ser preparado pela simples adição de água e é considerada a primeira fórmula infantil feita em 1921. As pessoas reconheceram rapidamente o valor do novo produto e, em breve, o leite farinha láctea Henri Nestlé estava sendo vendido em grande parte da Europa. Até 1870, o Alimento Infantil Nestlé, feito com malte, leite de vaca, açúcar e farinha de trigo, era vendido nos EUAs, por meio dólar a garrafa.

## Aposentadoria
Henri Nestlé vendeu a sua empresa em 1875 para os seus sócios e, em seguida, viveu com a sua família, alternadamente em Montreux e Glion, onde ajudaram a pessoas com pequenos empréstimos publicamente e contribuíram para a melhoria da infra-estrutura local. Em Glion ele se mudou para uma casa, mais tarde, conhecida como Villa Nestlé.

## Morte
Henri Nestlé faleceu de um infarto do miocárdio em Glion VD em 7 de julho de 1890.